# Beuzeville-au-Plain
Beuzeville-au-Plain település Franciaországban, Manche megyében. Lakosainak száma 47 fő (2018. január 1.). Beuzeville-au-Plain Ravenoville, Foucarville, Saint-Germain-de-Varreville, Sainte-Mère-Église és Turqueville községekkel határos.

## Népesség
A település népességének változása:
| Lakosok száma | 58   | 45   | 26   | 37   | 46   | 50   | 47   | 48   | 47   | 47   |
|               | 1962 | 1968 | 1982 | 1990 | 1999 | 2008 | 2011 | 2013 | 2017 | 2018 |